# Friede von Teschen

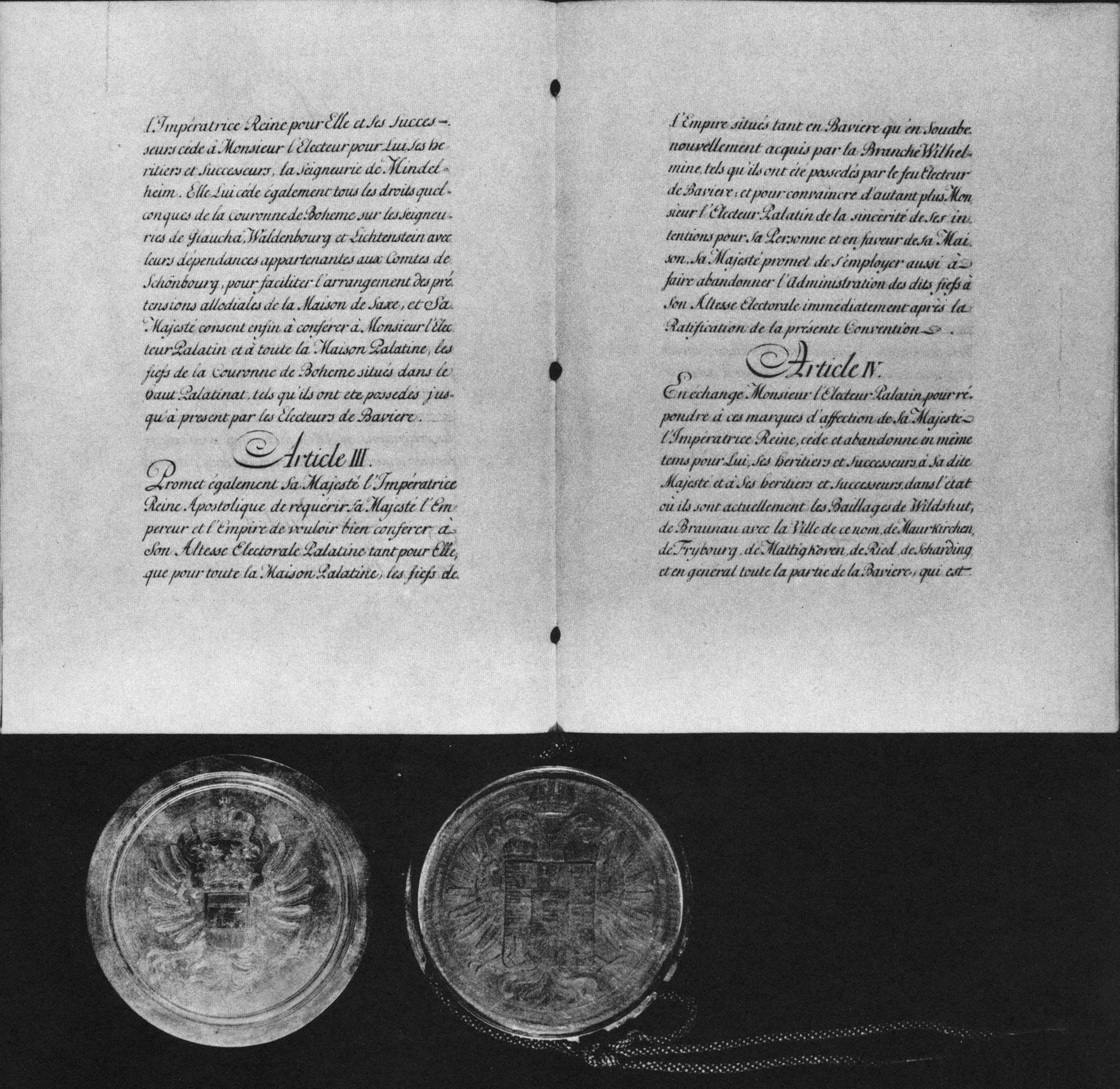
Der Friede von Teschen. Österreichische Ratifikationsurkunde (abgebildet: Artikel II-IV), datiert 16. Mai 1779. München, Bayerisches Hauptstaatsarchiv, Bayern Urk. 1064

Der Friede von Teschen wurde am 13. Mai 1779 in Teschen zwischen Österreich und dem Königreich Preußen geschlossen und beendete den Bayerischen Erbfolgekrieg.

## Vorgeschichte
Auslöser des Bayerischen Erbfolgekrieges war der Tod des kinderlosen bayerischen Kurfürsten Maximilian III. Joseph (1745–1777). Mit ihm starb die bayerische Linie der Wittelsbacher aus. Eine Reihe mitteleuropäischer Adelshäuser erhob Anspruch auf Teile des Erbes, darunter Österreich auf das Herzogtum Niederbayern. Erbberechtigt war der wittelsbachische Kurfürst Karl Theodor von der Pfalz (1724–1799), der nach dem Tode von Maximilian Joseph die Ansprüche Österreichs auf das Herzogtum Niederbayern, die Grafschaft Mindelheim, das Rentamt Burghausen, böhmische Lehen in der Oberpfalz u. a. anerkannte. Daraufhin besetzten österreichische Truppen am 16. Januar 1778 weit mehr als die zugestandenen Gebiete des bayerischen Teilherzogtums Bayern-Straubing und die Grafschaft Mindelheim ohne Zwischenfälle. Straubing wurde Zentrum der „Österreichisch Bayern“ genannten Territorien. Der Vertrag fand aber nicht die Anerkennung des nächstberechtigten wittelsbachischen Erben, nämlich des Herzogs Karl August von Pfalz-Zweibrücken (1746–1795), der von Preußen und einer bayerischen Patriotenpartei unterstützt wurde.
Mit dem preußischen Einmarsch in Böhmen am 5. Juli 1778 begann der Bayerische Erbfolgekrieg mit Österreich, der eine Entscheidung über diese Streitfragen herbeiführen sollte, bei dem sich aber Bayern für neutral erklärte. Während des Krieges fanden keine nennenswerten militärischen Auseinandersetzungen statt, er wurde daher auch als „Kartoffelkrieg“ oder „Zwetschgenrummel“ bezeichnet, da das Requirieren von Lebensmitteln die Haupttätigkeit der Armeen blieb.

## Friedensschluss
Der Frieden kam auf Initiative Russlands zustande und wurde von Frankreich und Russland garantiert. Der Vertrag wurde am 13. Mai 1779, dem Geburtstag von Kaiserin Maria Theresia, in der schlesischen Stadt Teschen unterzeichnet und am 28. Februar 1780 vom Reich, sowie am 8. März 1780 vom Kaiser des Heiligen Römischen Reiches Joseph II. ratifiziert.

## Bestimmungen des Vertrags
Österreich erhielt von Bayern die östlich von Inn und Salzach gelegenen Gebiete des Rentamtes Burghausen, also einen Gebietsstreifen von Passau bis zur Nordgrenze des Erzstifts Salzburg. Dazu gehörten die Gerichte Wildshut, Braunau, Mauerkirchen, Friedburg, Mattighofen, Schärding und Ried im Innkreis. Dieses Gebiet wurde unter dem Namen „Innviertel“ dem Herzogtum Österreich ob der Enns angegliedert.
Im Gegenzug wurden die Ansprüche Preußens auf die beiden hohenzollernschen Markgraftümer Brandenburg-Ansbach und Brandenburg-Bayreuth anerkannt. Das Kurfürstentum Sachsen erhielt von Karl Theodor sechs Millionen Gulden als Allodialgut. Die Kurwürden Bayerns und der Pfalz wurden zusammengelegt. Österreich erkannte zudem die Hausverträge der Wittelsbacher von 1766, 1771 und 1774 an, in denen die gegenseitige Erbfolge der Wittelsbacher Linien geregelt war.
Nicht geregelt war allerdings der Komplex der sogenannten Innviertler Schulden. Dabei handelt es sich um Zahlungsverpflichtungen der bayerischen Kurfürsten über 848.143 Gulden bei diversen Städten, Korporationen und Privatpersonen, welche zwischen 1592 und 1750 aufgenommen worden waren. Die Wittelsbacher verweigerten jedoch die Rückzahlung. Dieses Problem konnte erst 1895 durch Verhandlungen zwischen dem österreichischen Staat und dem Land ob der Enns gelöst werden.

## Vollzug des Friedensvertrages

Verkündigung des Friedens von Teschen vor dem Schwarzen Tore in Dresden am 15. Mai 1779

Am 29. Mai 1779 vereidigte der Landeshauptmann von Oberösterreich, Graf Christoph Wilhelm II. von Thürheim, in Braunau die bisher landesfürstlich-bayerischen Beamten. Zwei Tage später wurde zum ersten Mal das „Innviertel“ genannte Gebiet der oberennsischen Landeshauptmannschaft unterstellt. Am 2. Juli 1779 leistete der Innviertler Adel die Huldigung und feierte zusammen mit den Ständen ob der Enns ein Te Deum. Am 27. November 1779 erging ein abschließendes kaiserliches Patent, das die Eingliederung des Innviertels in das Land ob der Enns verfügte.
Bekannt ist in diesem Zusammenhang eine Besichtigungsreise des Kaisers Joseph II. im Oktober 1779 durch den neuen Landesteil, die ihn über Gmunden, Frankenmarkt, Straßwalchen, Perwang, Wildshut, Ach, Braunau am Inn, Schärding nach Passau und von dort nach Engelhartszell und Linz führte. In einem Brief an Kaiserin Maria Theresia drückte er eine gewisse Enttäuschung darüber aus, dass es nicht gelungen war, ganz Bayern oder zumindest Niederbayern zu erwerben.

„Es ist ein winziger Gegenstand, wenn man bedenkt, was vielleicht hätte gelingen können; aber an und für sich ist dieser Landstrich schön und gut für Österreich sehr gelegen.“

## Nachfolgende Zeit
Aufgrund des Friedens von Schönbrunn 1809 ergriff Bayern Anfang 1810 noch einmal Besitz vom Innviertel. Es wurde zusammen mit Teilen des Hausruckviertels dem bayerischen Unterdonaukreis zugewiesen. 1811 wurden auch die in diesem Gebiet liegenden Pfarreien von der Diözese Linz abgetrennt und dem Bistum Passau zugewiesen. Erst im Münchener Vertrag trat das Königreich Bayern das Innviertel mit anderen Gebieten zum 1. Mai 1816 endgültig an das Kaisertum Österreich ab. Kirchlich übernahm auch das Bistum Linz am 1. Juli 1816 die entsprechenden Gebiete wieder vom Bistum Passau.

## Vertragsausgaben
- Johann Jacob Moser: Der Teschenische Fridensschluß vom Jahr 1779 mit Anmerkungen. Als eine Fortsetzung der Staatsgeschichte des Krieges zwischen Oesterreich und Preußen in denen Jahren 1778, und 1779 geführten Krieges. Johann Gottlieb Garve, Frankfurt am Main 1779 (Scan in der Google-Buchsuche, Bestimmungen im französischen Original, in deutscher Übersetzung und Anmerkungen).
- Vertragstext auf der Website Europäische Friedensverträge der Vormoderne – online, Institut für Europäische Geschichte (Mainz)